# Nachwuchswertung (Tour de France)
Die Nachwuchswertung der Tour de France wird seit 1975 ausgetragen. Gewinner ist der beste Fahrer unter 26 Jahren in der Gesamtwertung.
Von 1975 bis 1988 wurde der Führende in der Nachwuchswertung nach einer Etappe mit einem weißen Wertungstrikot (französisch maillot blanc) ausgezeichnet. Zwischen 1989 und 1999 wurde kein Weißes Trikot vergeben, die Wertung jedoch beibehalten. 2000 wurde das Trikot wieder als sichtbares Zeichen eingeführt.
Erster Gewinner war der Italiener Francesco Moser, der die Tour de France in diesem Jahr als 7. der Gesamtwertung beendete. Rekordsieger dieser Wertung mit vier Siegen in Folge ist der Slowene Tadej Pogačar (2020–2023), es folgen mit jeweils drei Siegen der Deutsche Jan Ullrich (1996–1998) und der Luxemburger Andy Schleck (2008–2010). Auch andere Tour-de-France-Sieger früherer Jahre wie Laurent Fignon, Greg Lemond und Marco Pantani konnten diese Wertung für sich entscheiden.
Bisher waren sechs Sieger dieser Wertung auch gleichzeitig Sieger der Gesamtwertung: Laurent Fignon 1983, Jan Ullrich 1997, Alberto Contador 2007, Andy Schleck 2010, Egan Bernal 2019 sowie Tadej Pogačar 2020 und 2021.

## Sieger
- 1975:  Francesco Moser
- 1976:  Enrique Martínez Heredia
- 1977:  Dietrich Thurau
- 1978:  Henk Lubberding
- 1979:  J.-R. Bernaudeau
- 1980:  Johan van der Velde
- 1981:  Peter Winnen
- 1982:  Phil Anderson
- 1983:  Laurent Fignon
- 1984:  Greg LeMond
- 1985:  Fabio Parra
- 1986:  Andrew Hampsten
- 1987:  Raúl Alcalá
- 1988:  Erik Breukink
- 1989:  Fabrice Philipot
- 1990:  Gilles Delion
- 1991:  Álvaro Mejía Castrillón
- 1992:  Eddy Bouwmans
- 1993:  Antonio Martín
- 1994:  Marco Pantani
- 1995:  Marco Pantani
- 1996:  Jan Ullrich
- 1997:  Jan Ullrich
- 1998:  Jan Ullrich
- 1999:  Benoît Salmon
- 2000:  Francisco Mancebo
- 2001:  Óscar Sevilla
- 2002:  Ivan Basso
- 2003:  Denis Menschow
- 2004:  Wladimir Karpez
- 2005:  Jaroslaw Popowytsch
- 2006:  Damiano Cunego
- 2007:  Alberto Contador
- 2008:  Andy Schleck
- 2009:  Andy Schleck
- 2010:  Andy Schleck
- 2011:  Pierre Rolland
- 2012:  Tejay van Garderen
- 2013:  Nairo Quintana
- 2014:  Thibaut Pinot
- 2015:  Nairo Quintana
- 2016:  Adam Yates
- 2017:  Simon Yates
- 2018:  Pierre Latour
- 2019:  Egan Bernal
- 2020:  Tadej Pogačar
- 2021:  Tadej Pogačar
- 2022:  Tadej Pogačar
- 2023:  Tadej Pogačar
- 2024:  Remco Evenepoel
- 2025:  Florian Lipowitz

(Fahrer, deren Namen fett geschrieben sind, gewannen sowohl das Weiße als auch das Gelbe Trikot des Gesamtführenden.)

## Siege nach Nationen
| Rang | Nation                 | Siege | Letzter Sieger      |
| ---- | ---------------------- | ----- | ------------------- |
| 1.   | Frankreich             | 8     | Pierre Latour       |
| 2.   | Italien                | 5     | Damiano Cunego      |
| 2.   | Spanien                | 5     | Alberto Contador    |
| 2.   | Niederlande            | 5     | Eddy Bouwmans       |
| 2.   | Kolumbien              | 5     | Egan Bernal         |
| 2.   | Deutschland            | 5     | Florian Lipowitz    |
| 7.   | Slowenien              | 4     | Tadej Pogačar       |
| 8.   | Luxemburg              | 3     | Andy Schleck        |
| 8.   | Vereinigte Staaten     | 3     | Tejay van Garderen  |
| 10.  | Russland               | 2     | Wladimir Karpez     |
| 10.  | Vereinigtes Königreich | 2     | Simon Yates         |
| 12.  | Australien             | 1     | Phil Anderson       |
| 12.  | Mexiko                 | 1     | Raúl Alcalá         |
| 12.  | Ukraine                | 1     | Jaroslaw Popowytsch |